# Protestas en Rusia de 2017-2018
Las protestas en Rusia de 2017-2018 son una serie de manifestaciones contra la corrupción en el gobierno ruso. Las protestas comenzaron en marzo de 2017 después del lanzamiento de la película No lo llamen Dimón y continuaron hasta mayo de 2018 en respuesta a la cuarta inauguración de Vladímir Putin.
En marzo de 2017, el entorno en el país ya era tenso. El descontento fue provocado por la presunta actividad corrupta del primer ministro Dmitri Medvédev (Dimón, para amigos) presentada en la película de investigación No lo llamen Dimón por la Fundación Anticorrupción, demolición inadecuada de apartamentos en Moscú y huelgas prolongadas de camioneros relacionadas con el sistema de peaje de Platón, en curso desde 2015. Las protestas nacionales contra la supuesta corrupción en el gobierno federal ruso tuvieron lugar simultáneamente en más de 100 ciudades en todo el país el 26 de marzo de 2017. Fueron causadas por la falta de respuesta adecuada de las autoridades rusas a la película de investigación publicada No lo llamen Dimón, que obtuvo más de 27 millones de visitas en YouTube. El domingo por la noche, la policía antidisturbios con armadura y cascos había arrastrado a más de 1.000 manifestantes en el centro de Moscú, mientras la multitud, que sumaba decenas de miles, vitoreó, silbó y cantó: "¡Qué vergüenza!", "¡Medvédev, dimite!" y "¡Putin es un ladrón!"  La encuesta del Centro Levada mostró que el 38% de los encuestados rusos apoyaban las protestas y que el 67% consideraba a Putin "totalmente" o "en gran medida" responsable de la corrupción de alto nivel.
Una nueva ola de protestas masivas ocurrió el 12 de junio de 2017. Después del arresto de Alekséi Navalny el 29 de septiembre, horas antes de una manifestación planificada en Nizni Nóvgorod, se anunció una nueva ola de protestas para el 7 de octubre, el cumpleaños de Vladímir Putin. Las protestas y los levantamientos continuaron en 2018 con la tendencia a la radicalización: una cantidad récord de manifestantes fue detenida el 5 de mayo, dos días antes de la toma de posesión de Putin. Se realizaron mítines masivos en más de 60 ciudades de toda Rusia. En San Petersburgo y Moscú hubo peleas entre manifestantes y policías que trabajaban con cosacos.

## Antecedentes

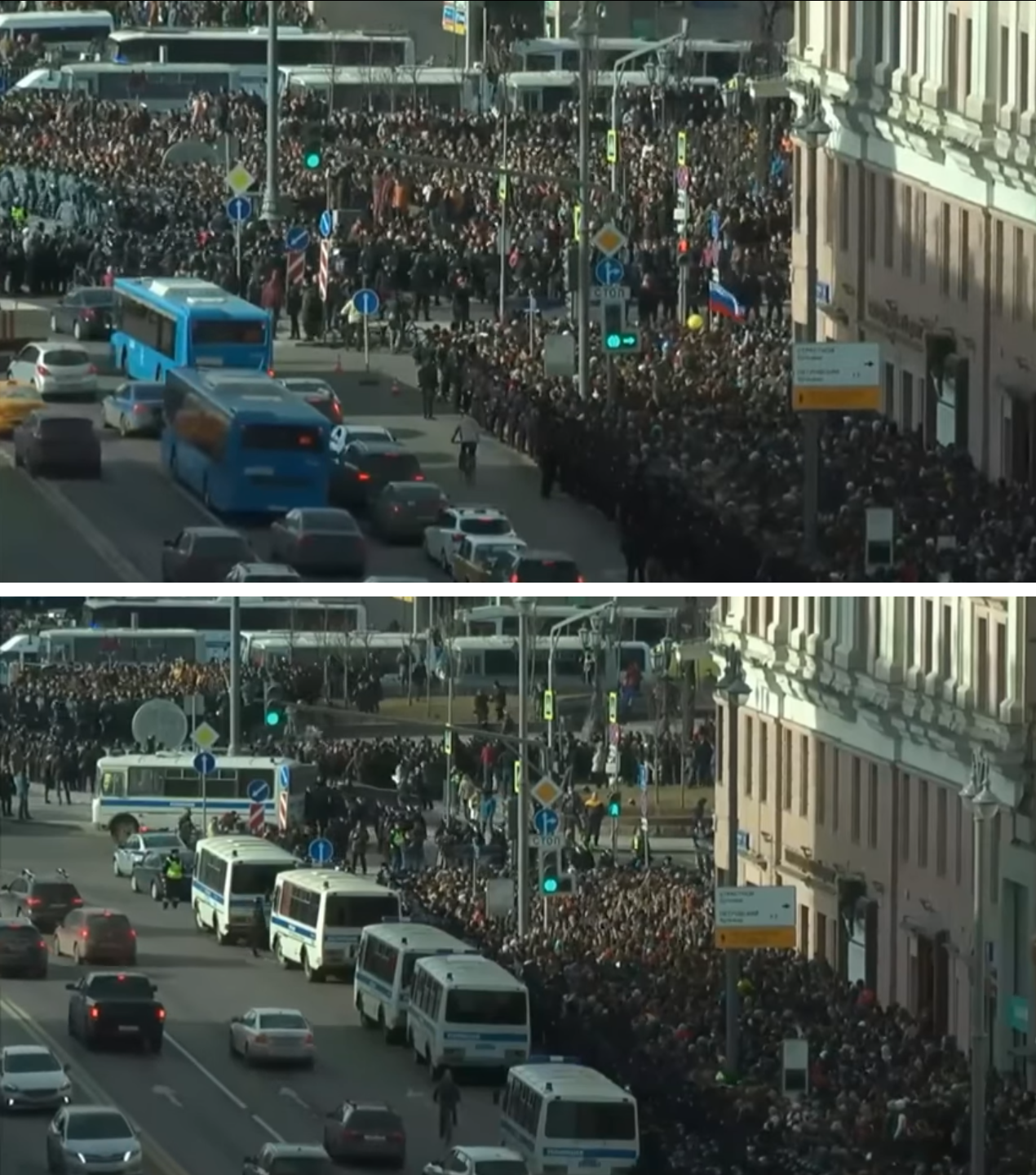
Protesta en Moscú. 26 de marzo de 2017

En marzo de 2017, Alekséi Navalny y su Fundación Anticorrupción lanzaron la campaña No lo llamen Dimón, acusando a Dmitri Medvédev, primer ministro y expresidente de Rusia, de corrupción. Las autoridades ignoraron el informe producido por Navalny y comentaron que el informe fue emitido por un "criminal convicto" y no valía la pena comentarlo.
El 26 de marzo, Navalny organizó una serie de concentraciones anticorrupción en diferentes ciudades de Rusia. A esta apelación respondieron los representantes de 95 ciudades rusas y cuatro ciudades en el extranjero: Londres, Praga, Basilea y Bonn. En algunas ciudades, los mítines fueron sancionados por las autoridades, pero en otros, incluido San Petersburgo, fueron prohibidos. Las autoridades de Moscú rechazaron la solicitud del evento por parte de Navalny en el centro de la ciudad, pero no sugirieron ninguna otra ubicación. Navalny se refirió a una decisión del Tribunal Constitucional y declaró [aclaración necesaria] el hecho de ser permitido. La policía de Moscú dijo que 500 personas habían sido detenidas, pero según el grupo de derechos humanos OVD-Info, solo en Moscú se detuvo a 1.030 personas, incluido el propio Navalny.
El Departamento Principal del Ministerio del Interior publicó un mensaje en su sitio web oficial con un llamado a los residentes de Moscú para que no se unan al evento. Dijo que la acción en Moscú no estaba coordinada con el municipio y era ilegal.

## Eventos
El 26 de marzo, se estima que 60.000 personas participaron en protestas contra la corrupción en 80 pueblos y ciudades rusas y cientos de manifestantes han sido detenidos, incluido el líder opositor Alekséi Navalny y empleados de la Fundación Anticorrupción. 
Veinte minutos después del comienzo de las protestas en el centro de Moscú, Alekséi Navalny fue detenido por la policía y encerrado dentro de un vehículo de patrulla. Los manifestantes identificaron el vehículo e intentaron sacudirlo, pero Navalny no quiso que le ayudaran en ese momento, e instó a los manifestantes a continuar sus protestas pacíficas en el centro de la ciudad, incluso sin él. De acuerdo con el departamento principal del Ministerio del Interior de Rusia para la ciudad de Moscú, la manifestación contó con la asistencia de alrededor de 7-8 mil personas. Sin embargo, la Fundación Anticorrupción dijo que las calles de Moscú reunieron de 25 a 30 mil personas, con no menos de 150 mil para todo el país.
Durante varias horas desde el inicio de la manifestación, comenzando a las 2:00 p. m. hora local, la gente comenzó a reunirse gradualmente en la plaza Pushkin. Los activistas cuelgan material de campaña monumento en el centro de la plaza y arrojan zapatillas con cordones en los árboles cercanos y farolas. Algunos colocaron carteles que representaban patitos a lo largo de la calle Tverskaya, haciendo referencia a los puntos clave en la película de Navalny.

Durante varias horas desde el inicio de la manifestación, comenzando a las 2:00 p. m. hora local, la gente comenzó a reunirse gradualmente en la plaza Pushkin. Los activistas cuelgan material de campaña monumento en el centro de la plaza y arrojan zapatillas con cordones en los árboles cercanos y farolas. Algunos colocaron carteles que representaban patitos a lo largo de la calle Tverskaya, haciendo referencia a los puntos clave en la película de Navalny.
Pronto, la policía comenzó a hacer arrestos prestando especial atención a las personas que colgaban ediciones de una constitución o carteles, ondeando banderas de Rusia. Alekséi Navalny fue arrestado a las 2:15 PM, aunque no mostró signos de protesta. Invocó a la gente para que no lo rechazara de la policía, sino que siguiera caminando por la calle Tverskaya. Aunque las protestas iniciales buscaron la renuncia del primer ministro Dmitri Medvédev, las detenciones se encontraron con consignas contra Putin. Algunos de los manifestantes en Moscú gritaron "Rusia sin Putin", "Putin es un ladrón y un asesino", "Es nuestra ciudad" y "Rusia será libre", estableciendo paralelismos con las protestas masivas previas de 2011-13.
La calle Tverskaya y la plaza Púshkinskaya todo el tiempo hasta el final de la reunión patrullaban en un helicóptero sin identificación. Más tarde [¿cuándo?] La policía bloqueó una parte de las calles, la estación de metro Púshkinskaya, y pasajes subterráneos cerca de los manifestantes.
Según Human Rights Watch, las autoridades rusas han hostigado, intimidado o amenazado con expulsar a los escolares y estudiantes universitarios que participaron en manifestaciones contra la corrupción el 26 de marzo. Se arrestó a 70 niños solo en Moscú.
El Departamento de Estado de los Estados Unidos condenó la detención de manifestantes, incluido Alekséi Navalny, afirmando que "detener manifestantes pacíficos, observadores de derechos humanos y periodistas es una afrenta a los valores democráticos básicos".

### 29 de abril de 2017
La acción organizada por el movimiento cívico de Rusia abierta liderado por Mijaíl Jodorkovski tuvo lugar en docenas de ciudades de toda Rusia. La acción se llamó "Harto de" ("Nadoel" en ruso) con el objetivo de instar a cambios en el gobierno político ruso. Los manifestantes llamaron a Putin y al gobierno a renunciar. En San Petersburgo, Tiumén, Kémerovo, Tula y varias otras concentraciones de ciudades fueron reprimidas por la policía, se detuvo a un total de 200 personas en todo el pi. Como consecuencia, la organización de Rusia abierta fue calificada como "indeseable" por el fiscal general de Rusia, por lo que fue oficialmente prohibido operar en el país y su sitio web fue bloqueado por las autoridades de medios de comunicación Roskomnadzor. 

### 12 de junio de 2017
Navalny anunció una nueva ola de protestas con los mismos objetivos en la primavera. Tuvieron lugar en incluso más ciudades. Según Reuters y grupos de derechos, decenas de miles de manifestantes asistieron y más de mil fueron detenidos. Un tribunal de Moscú condenó a Navalny a 30 días de prisión por llamar a la gente a la protesta. 
El portavoz de la Casa Blanca, Sean Spicer, condenó el arresto de manifestantes y pidió su liberación. Las autoridades rusas rechazaron las peticiones de los Estados Unidos y criticaron la ampliación de las sanciones contra Rusia. 

### 7 de octubre de 2017
Las acciones de protesta contra la corrupción en los niveles más altos del gobierno ruso se llevaron a cabo el 7 de octubre de 2017 en el día del 65 aniversario de V.V. Putin en forma de mítines, procesiones y piquetes individuales en 79 ciudades de Rusia. En los mítines llegaron de 2.560 a 21.520 personas, como los partidarios de Navalny, y sus oponentes. Los principales mítines fueron los mítines en San Petersburgo y Moscú. En San Petersburgo, la acción comenzó en el Campo de Marte, y en Moscú en la calle Tverskaya. La razón de su conducta fueron hechos de corrupción V.V. Putin y sus asociados. 290 participantes de la acción fueron detenidos.

### 5 de noviembre de 2017
En Moscú, muchos policías estaban presentes, la estación de Ojotny Ryad estaba cerrada. La policía realizó búsquedas selectivas de ciudadanos, muchos fueron llevados en carros rellenos. A las 13:00, en el mensaje "OVD-Info" en Moscú, 82 personas fueron detenidas. 2 personas fueron detenidas en San Petersburgo, 4 en Krasnoyarsk. También detuvo a un representante del "Eco de Moscú". Más tarde en San Petersburgo, otras 10 personas fueron detenidas cerca del Instituto Smolny.
A las 21:00, en el mensaje "OVD-Info", el número de detenidos aumentó a 448 personas. La mayoría de las detenciones tuvieron lugar en Moscú - 339, en San Petersburgo 21 personas, según informes no confirmados, 49 de ellos - menores de edad. Falta pasar la noche en los departamentos de policía, en la noche del 6 de noviembre, cerca de 112 personas.

### 28 de enero de 2018
Las protestas en el marco de la "Huelga de votantes" se llevaron a cabo el 28 de enero de 2018 en forma de manifestaciones, procesiones y piquetes solitarios en 118 ciudades de Rusia. La razón fue la negativa de la CCA a inscribirse en la elección de Alekséi Navalny, después de lo cual anunció una protesta el 28 de enero e instó a todos sus partidarios a no acudir a las elecciones y agitar a otros para que no participen en ellas. El Ministerio del Interior estimó el número de participantes en las acciones de 3500-4500 personas, las HRO, en 5000. Según los partidarios de Navalny, los participantes fueron mucho más. El medio ruso The New Times, refiriéndose a los testigos presenciales, informó de 4.000 a 5.000 manifestantes en Moscú y de 2.000 a 3.000 en San Petersburgo. En Ekaterimburgo, en una acción acordada, el alcalde Yevgueni Roizman y el jefe de la campaña presidencial de Alekséi Navalny Leonid Vólkov participaron y hablaron en la manifestación. El candidato presidencial, Vladímir Zhirinovski, habló con varios manifestantes en la calle Tverskaya en Moscú. Según diversas estimaciones, alrededor de 15,000 personas participaron en las protestas.

### 30 de abril de 2018
Aproximadamente 13.000 personas se reunieron en la céntrica plaza Sájarov de Moscú para una manifestación de protesta para instar al gobierno a desbloquear Telegram. La aplicación fue bloqueada por Roskomnadzor, las autoridades de medios rusas que afirmaron que se utilizó para coordinar los ataques terroristas. Los manifestantes denunciaron el bloqueo como el acto de censura y la violación de la libertad de expresión.

### 5 de mayo de 2018
Se llevaron a cabo acciones de protesta masivas y mítines en todo el país contra la cuarta inauguración de Vladímir Putin. Más de mil personas fueron arrestadas en todo el país.

### Copa del Mundo de Futbol
El 15 de julio, en la final del Mundial de Rusia 2018 celebrada en Moscú, además de los jugadores de Francia y Croacia que se batían en la cancha, el protagonismo por unos segundos fue para los cuatro integrantes del grupo punk Pussy Riot, que irrumpieron en el campo de juego disfrazados de policías.Los cuatro manifestantes recibieron una pena de 15 días en prisión y se les prohibió asistir a cualquier evento deportivo durante tres años.

## Consecuencias
El edificio de la Fundación Anticorrupción fue evacuado debido a un mensaje de bomba, interrumpiendo la transmisión de la protesta desde la oficina. Pronto el personal de la Fundación fue detenido por la policía, que también comenzó a realizar registros y confiscación de equipo. [Citación necesitada]
Algún tiempo después, Alekséi Navalny fue acusado de organizar una reunión ilegal. Un empleado de la Fundación Anticorrupción y el jefe de la sucursal de Moscú del "Partido del progreso" no registrado Nikolái Lyaskin estuvo detenido durante 25 días. Leonid Vólkov, el jefe de la campaña presidencial de Alekséi Navalny, fue acusado de extremismo.
Alrededor de 1,000 personas fueron detenidas en general, la mayoría de las cuales fueron liberadas el lunes. Muchos detenidos tenían menos de 25 años. Esta protesta es considerada por los críticos del gobierno ruso como la mayor desde las protestas de Bolótnaya en marzo de 2012 en Moscú, que sucedió como reacción a la elección de Putin. Los críticos progubernamentales, sin embargo, vincularon las actividades de Navalny con el atractivo de la juventud rusa, principalmente promoviendo los "movimientos rebeldes" como una forma de pasar el tiempo libre.[cita requerida]
En mayo, Yuri Kuly fue condenado a 8 meses de cárcel, y el 24 de mayo, Aleksandr Shpákov fue condenado a 1,5 años de cárcel, ambos por supuesta violencia contra la policía en la manifestación del 26 de marzo en Moscú
Una encuesta del Centro Levada en abril de 2017 reveló que el 45% de los rusos encuestados apoya la renuncia del primer ministro ruso Dmitri Medvédev, mientras que el 33% se opuso. Newsweek informó que "una encuesta de opinión del Centro Levada con sede en Moscú indicó que el 38% de los rusos apoyaba los mítines y que el 67% consideraba a Putin personalmente responsable de la corrupción de alto nivel".
Una encuesta del Centro Levada realizada en mayo de 2017 reveló que el 58% de los rusos encuestados apoyó las protestas, mientras que el 23% dijo que desaprobaba.

## Galería

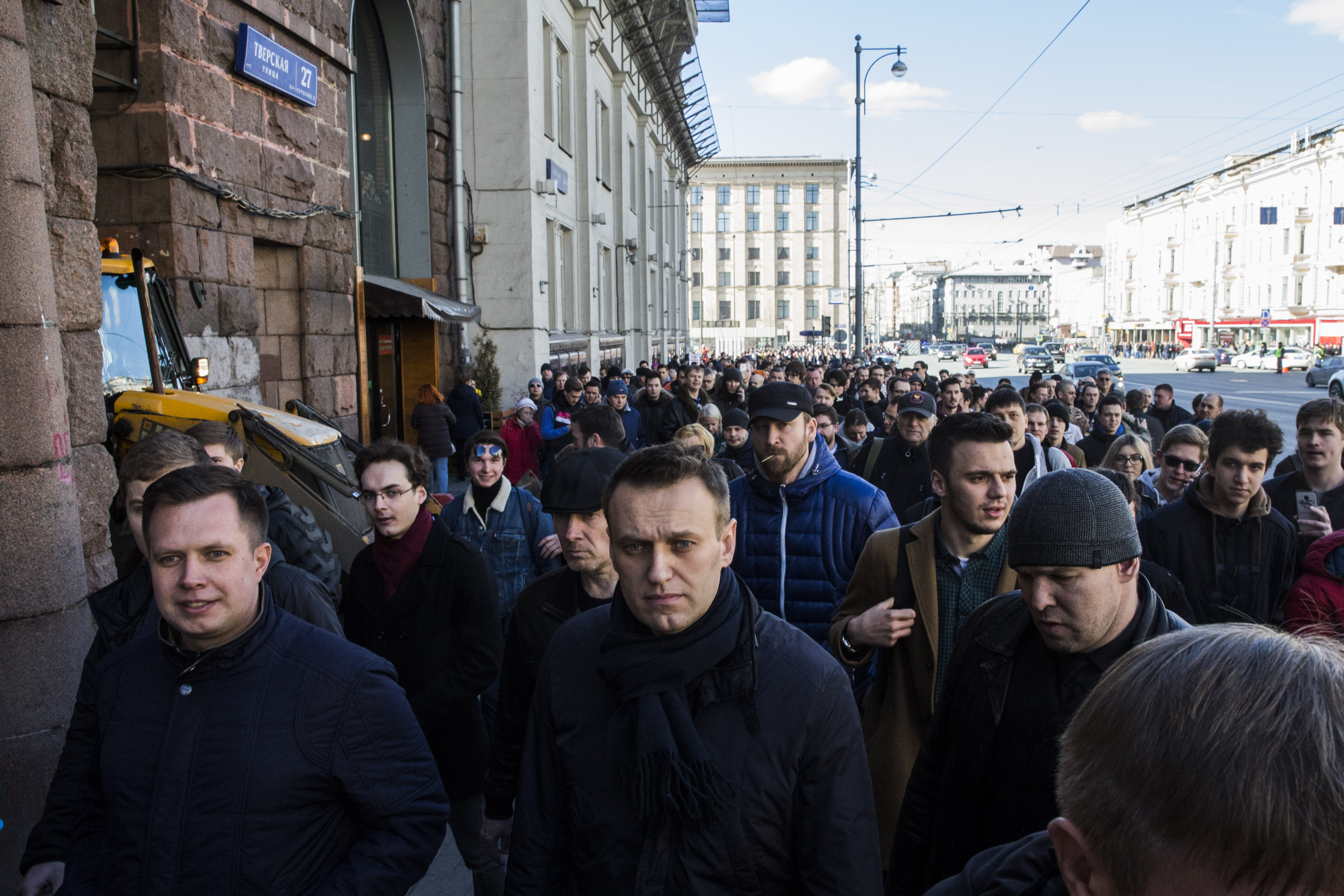
Navalny en Moscú, 26 marzo 2017
Campo de Marte, San Petersburgo, 26 marzo 2017
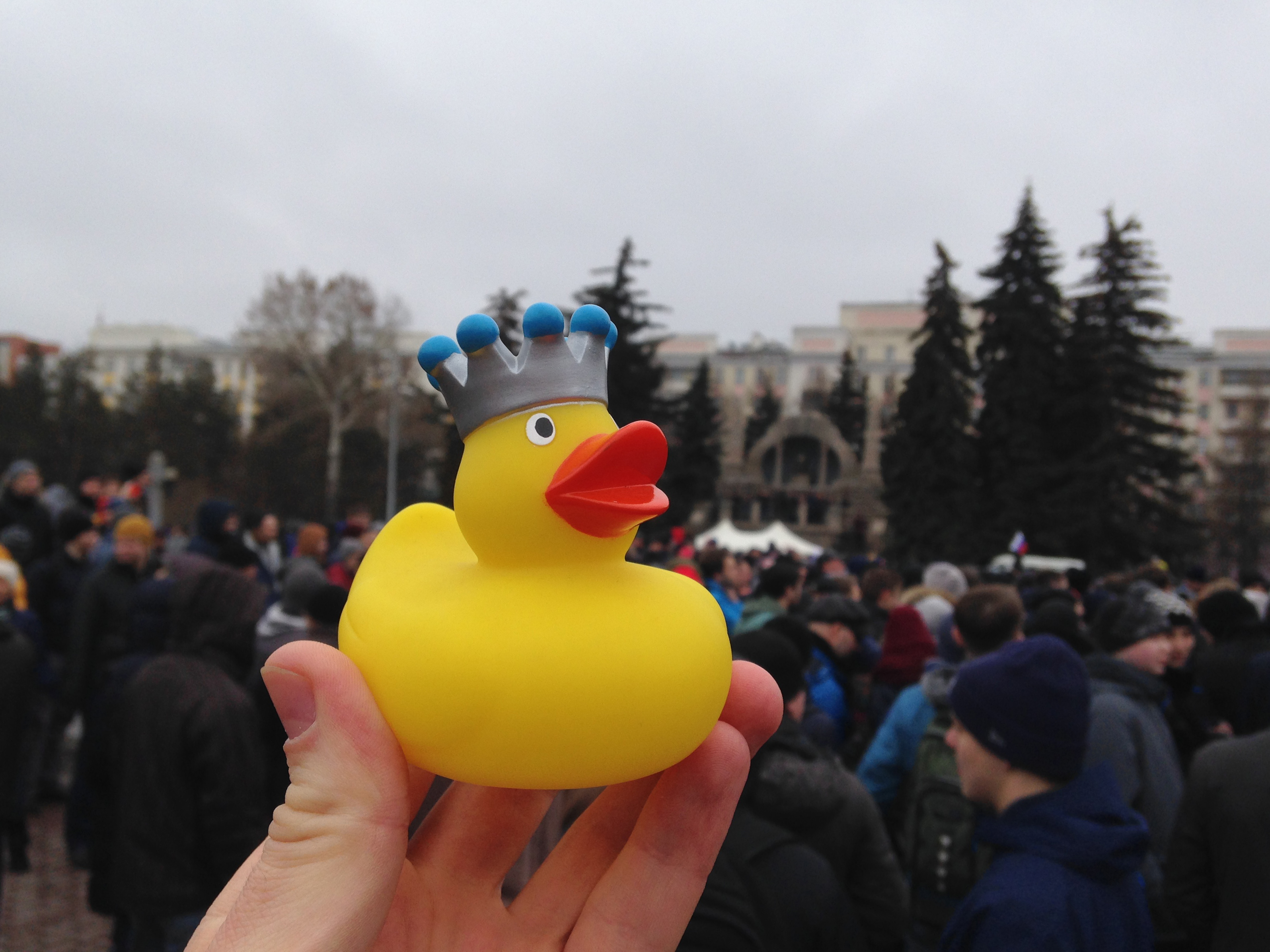
Patito, símbolo de la protesta. Cheliábinsk, 26 marzo 2017
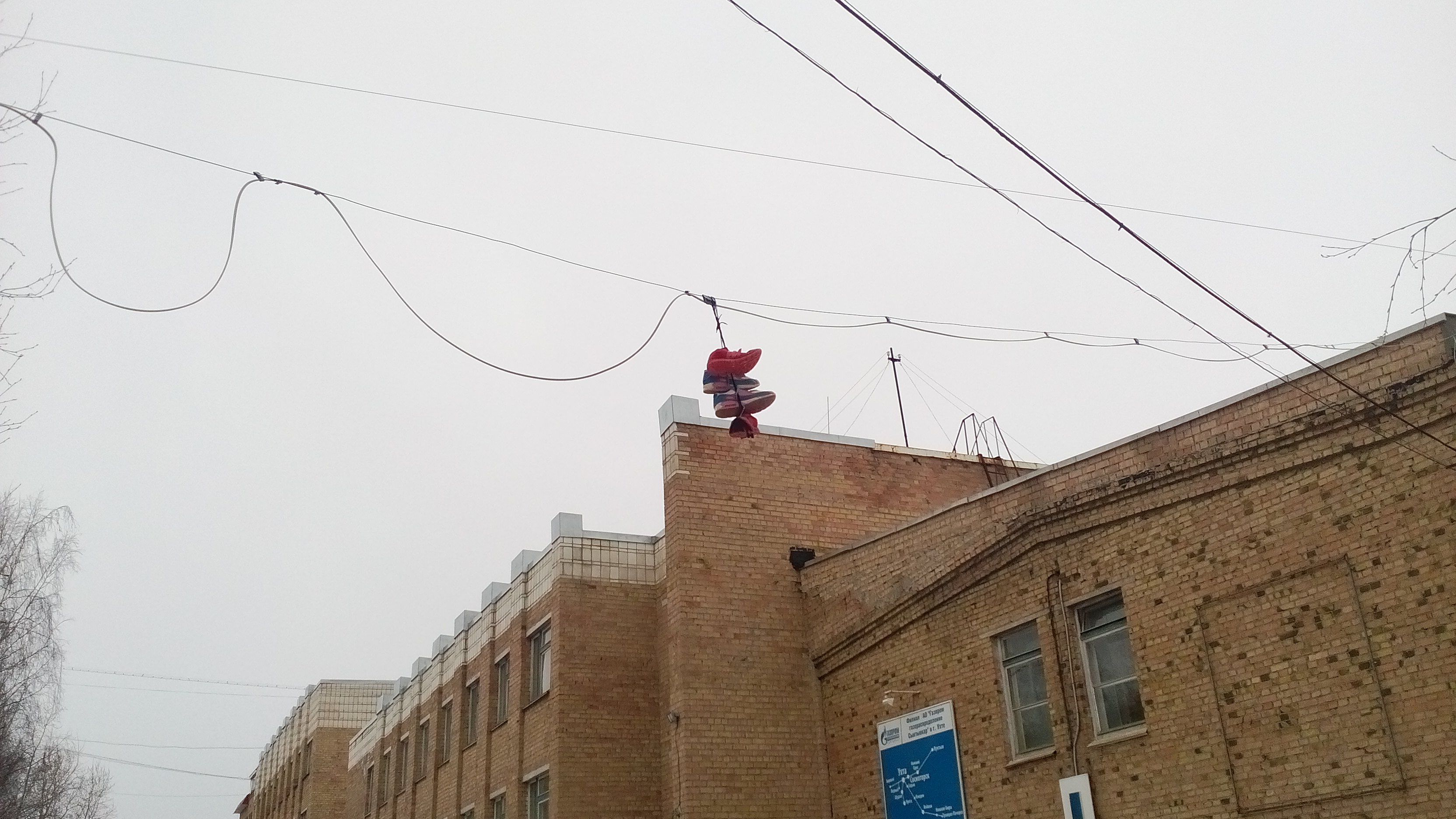
Zapatillas deportivas, símbolo de la protesta. Ujtá, 26 marzo 2017
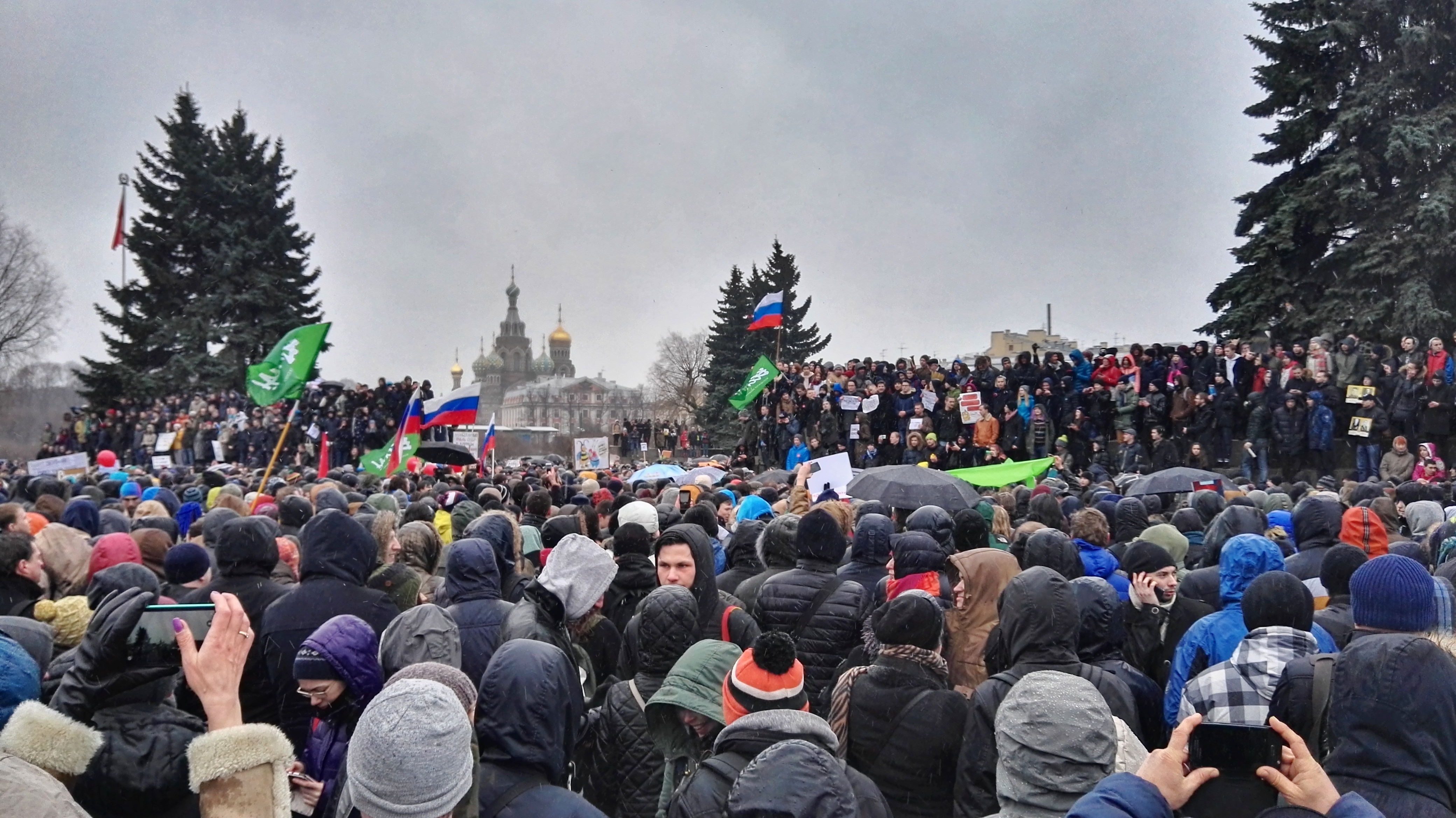
San Petersburgo, 26 marzo 2017
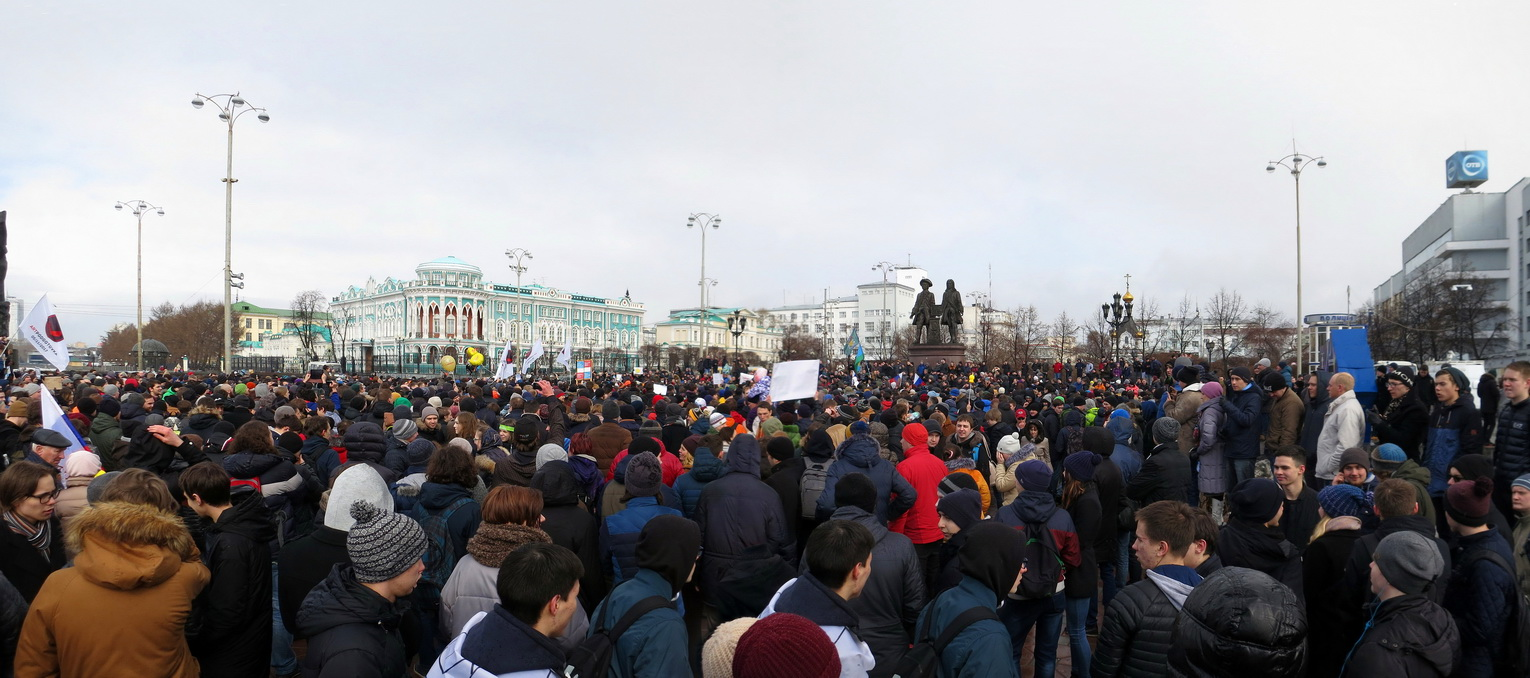
Ekaterimburgo, 26 marzo 2017
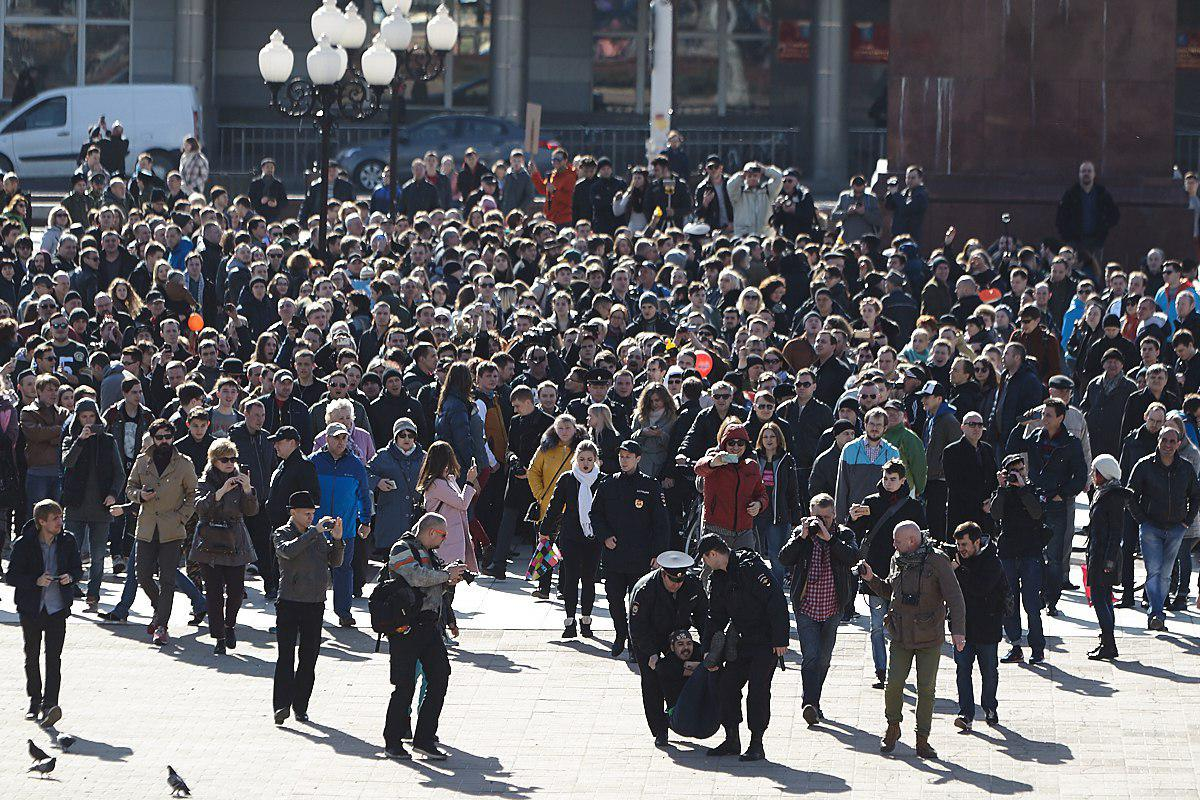
Kaliningrad, 26 marzo 2017
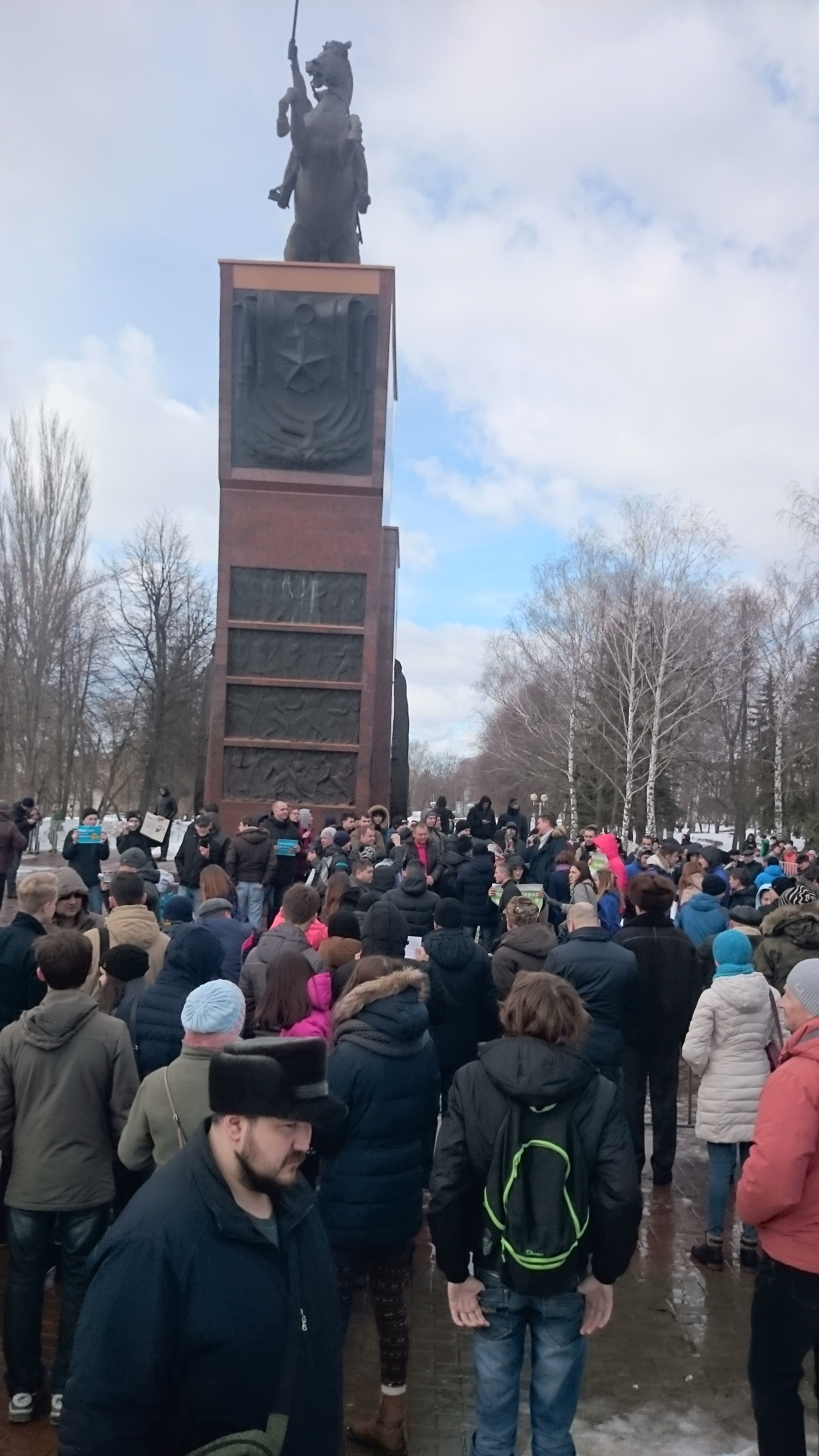
Cheboksary, 26 marzo 2017
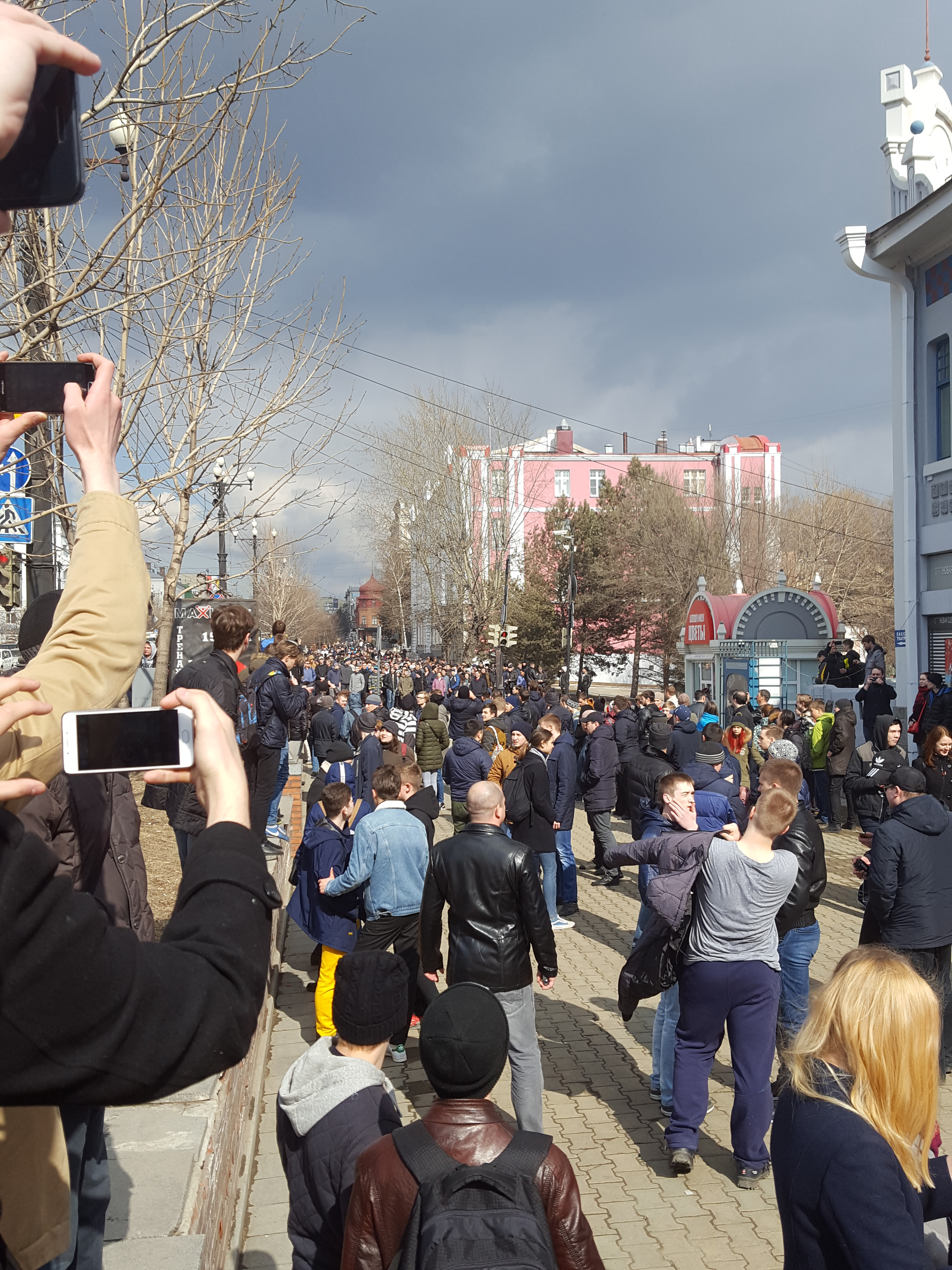
Jabárovsk, 26 marzo 2017
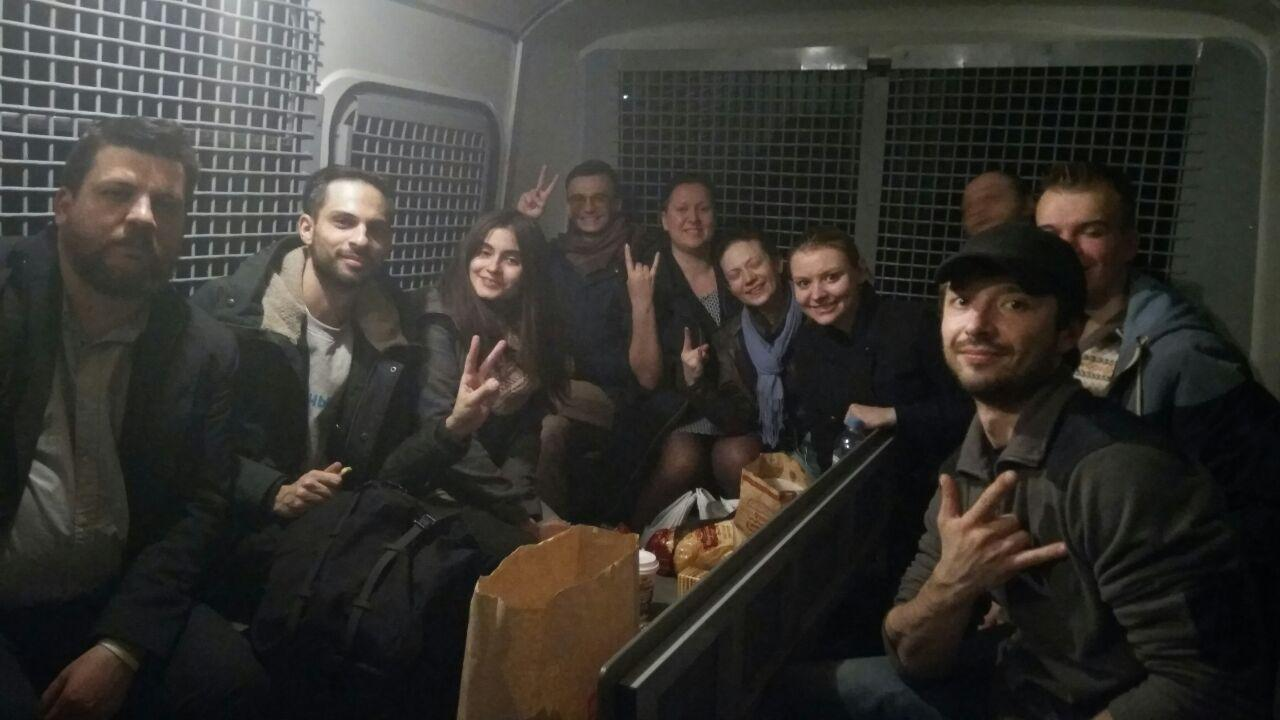
Participantes detenidos en Moscú. Primero por la izda. es Leonid Vólkov, 26 marzo 2017
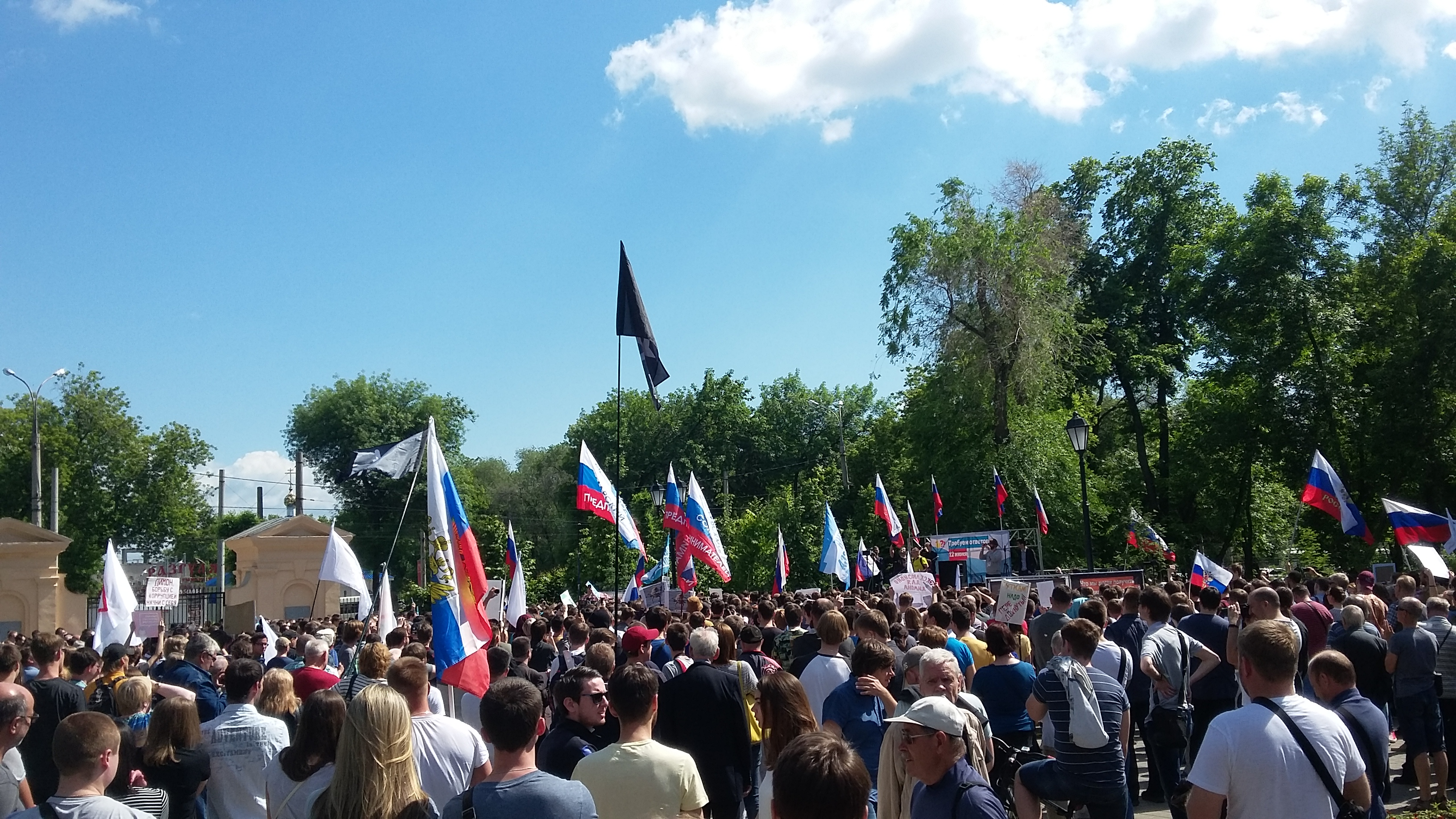
Samara, 12 junio 2017
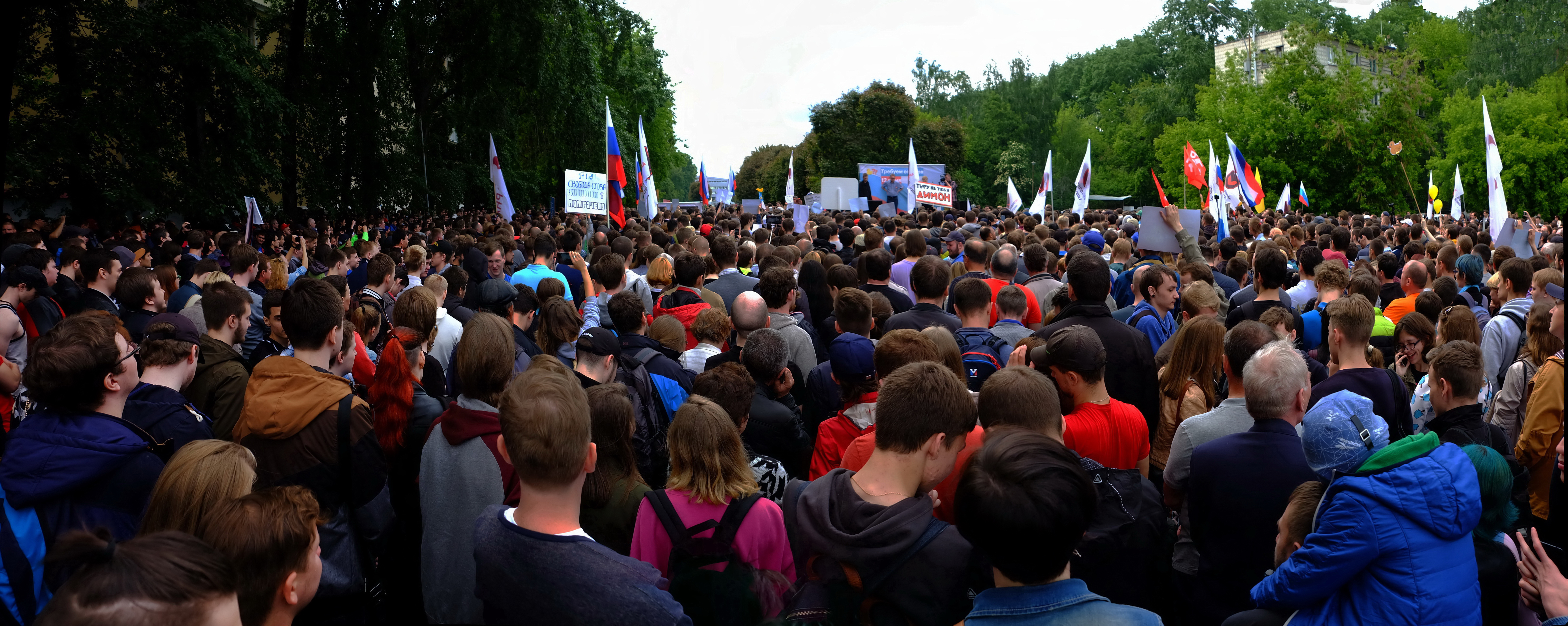
Ekaterimburgo, 12 junio 2017
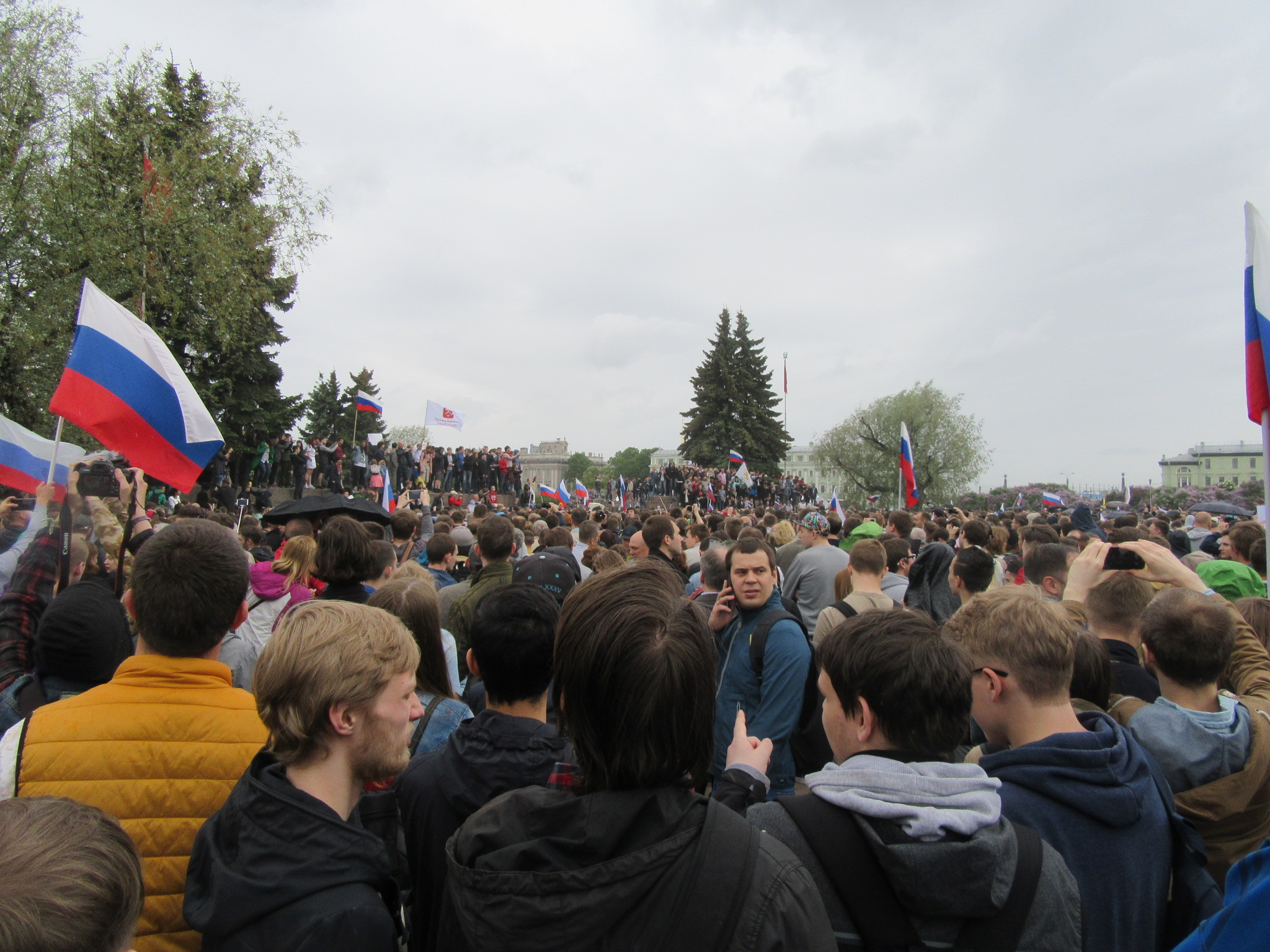
San Petersburgo, 12 junio 2017
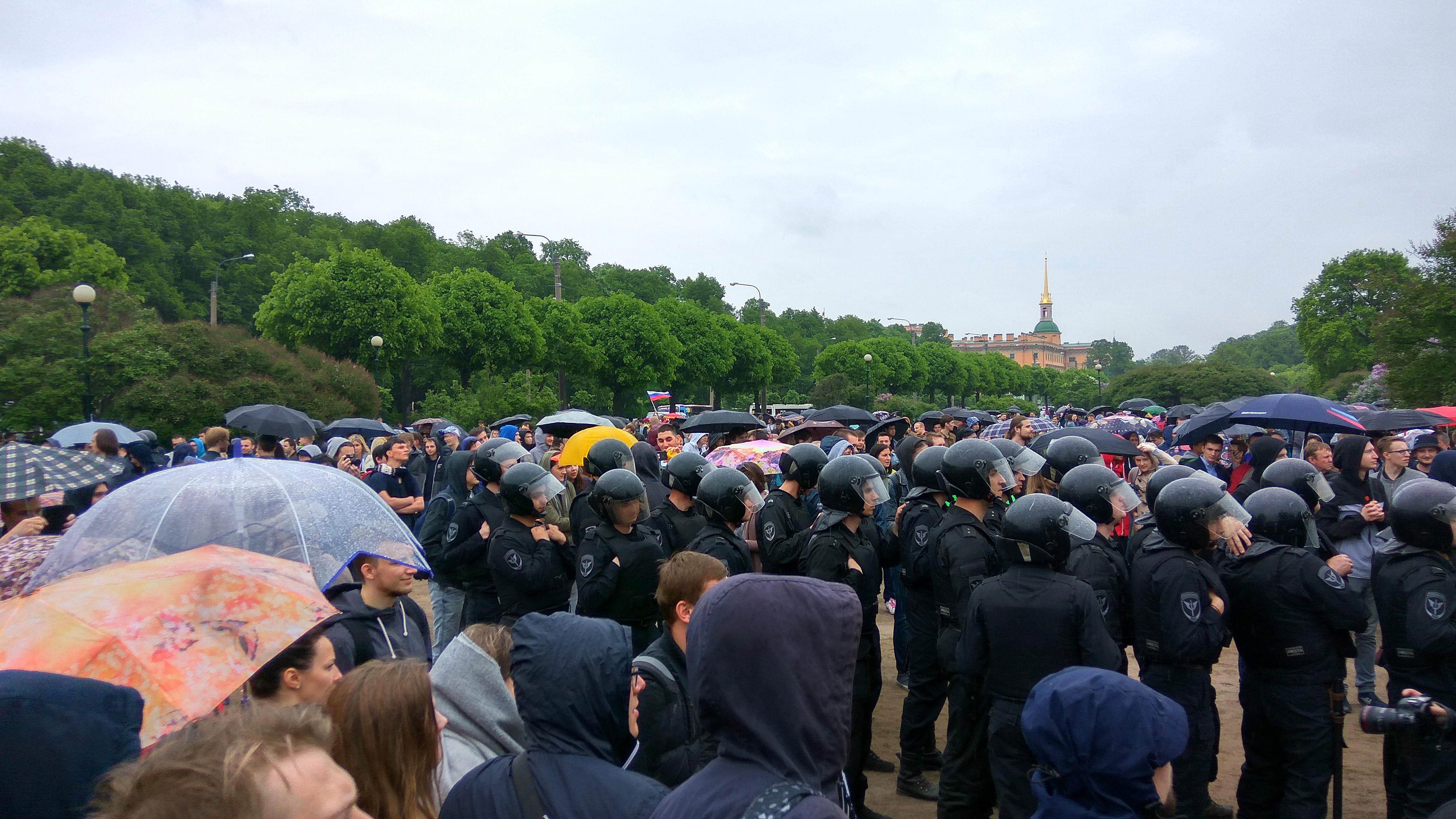
Campo de Marte, San Petersburgo. OMON durante las protestas, 12 junio 2017